# کندروبلاستوما
بد
کندروبلاستوما (به انگلیسی chondroblastoma) تومور استخوانی خوش‌خیم، نادر و تهاجمی است که بیشتر در قسمت گرد استخوان‌های بلند بروز می‌کند. این تومور نادر است و ۱ الی ۲ درصد تومورهای استخوانی را شامل می‌شود. این تومور بیشتر در کودکان و نوجوانان یعنی در دهه اول و دوم زندگی افراد بروز می‌کند.
این بیماری بیشتر در استخوان‌های فمور، استخوان بازو و درشت‌نی و کمتر در استخوان قاپ، استخوان پاشنه و پا بروز می‌کند.